# Karmann

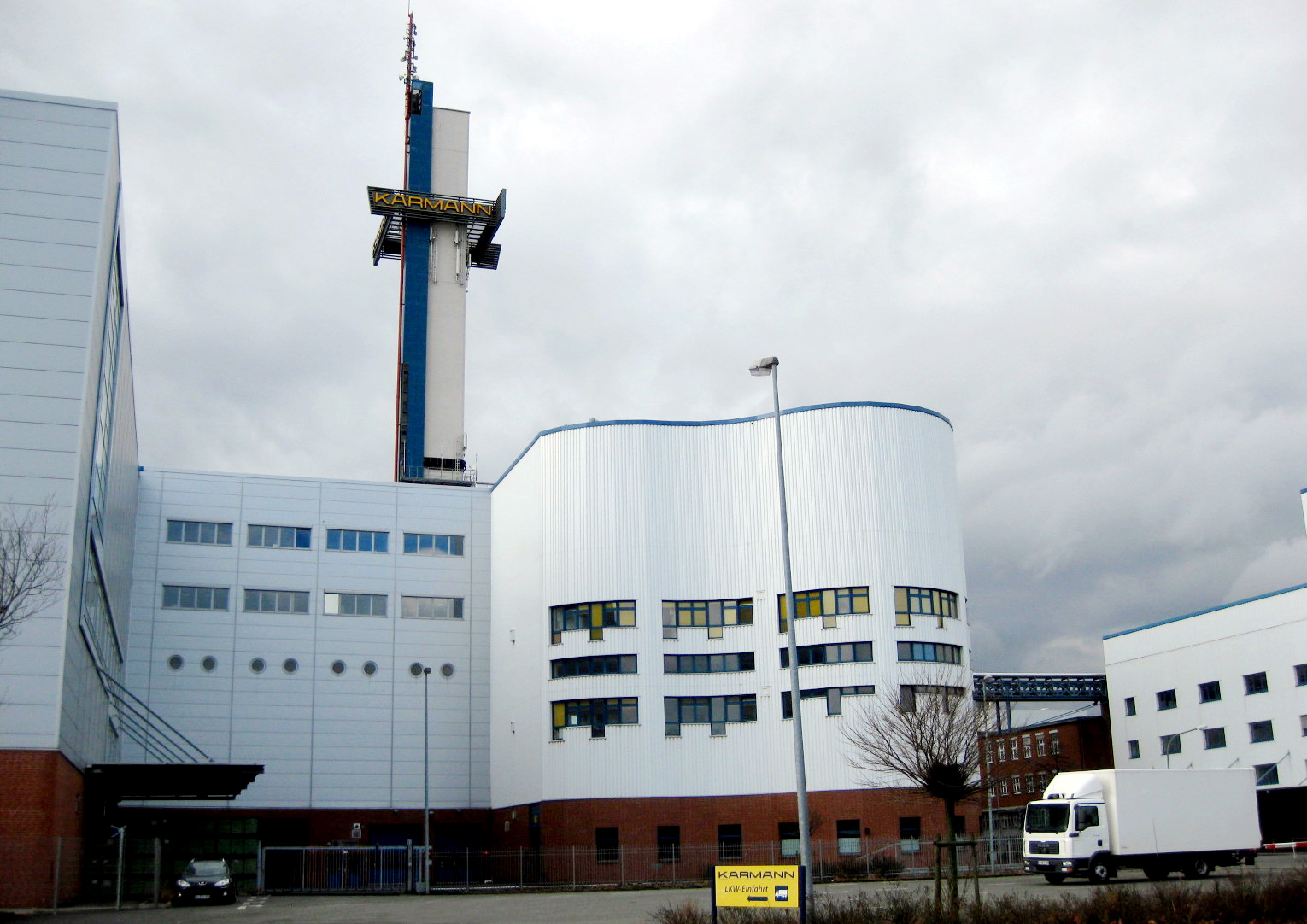
Karmann-Firmengebäude in Osnabrück (Februar 2010)

Die Wilhelm Karmann GmbH war ein Automobil- und Karosseriebauunternehmen mit Hauptsitz im niedersächsischen Osnabrück. Karmann fertigte Fahrzeuge, insbesondere Cabriolets und Coupés, auf Plattformen seiner Auftraggeber. Verbreitete Modelle des Unternehmens waren der VW Karmann-Ghia und das Cabriolet auf Basis des VW Käfers. Insgesamt wurden von Karmann rund drei Millionen Fahrzeuge gefertigt. Daneben entwickelte und fertigte das Unternehmen Dachsysteme, Produktionsanlagen und Großwerkzeuge für andere Fahrzeughersteller. In den letzten Jahrzehnten übernahm Karmann auch Entwicklungsaufträge.
Außer dem Hauptsitz in Osnabrück gab es in São Bernardo do Campo, Brasilien sowie in Rheine Fertigungsstätten für Automobile. Weitere Produktionsstandorte insbesondere für Dachsysteme wurden in Plymouth (Michigan, USA), Puebla (Mexiko), Vendas Novas (Portugal), Żary (Polen), Yokohama (Japan) und Sunderland (England) aufgebaut. Ein Werk für Produktionssysteme wurde in Chorzów (Polen) errichtet.
Nachdem die Volkswagen AG ab Ende 2009 große Teile des insolventen Unternehmens übernommen hatte, begann die neugegründete Volkswagen Osnabrück GmbH im März 2011 mit der Produktion des VW Golf VI Cabriolet, des Porsche Boxster im September 2012 und des Porsche Cayman im November 2012 auf dem ehemaligen Karmann-Gelände.

## Geschichte

### Die Anfänge 1901 bis 1945

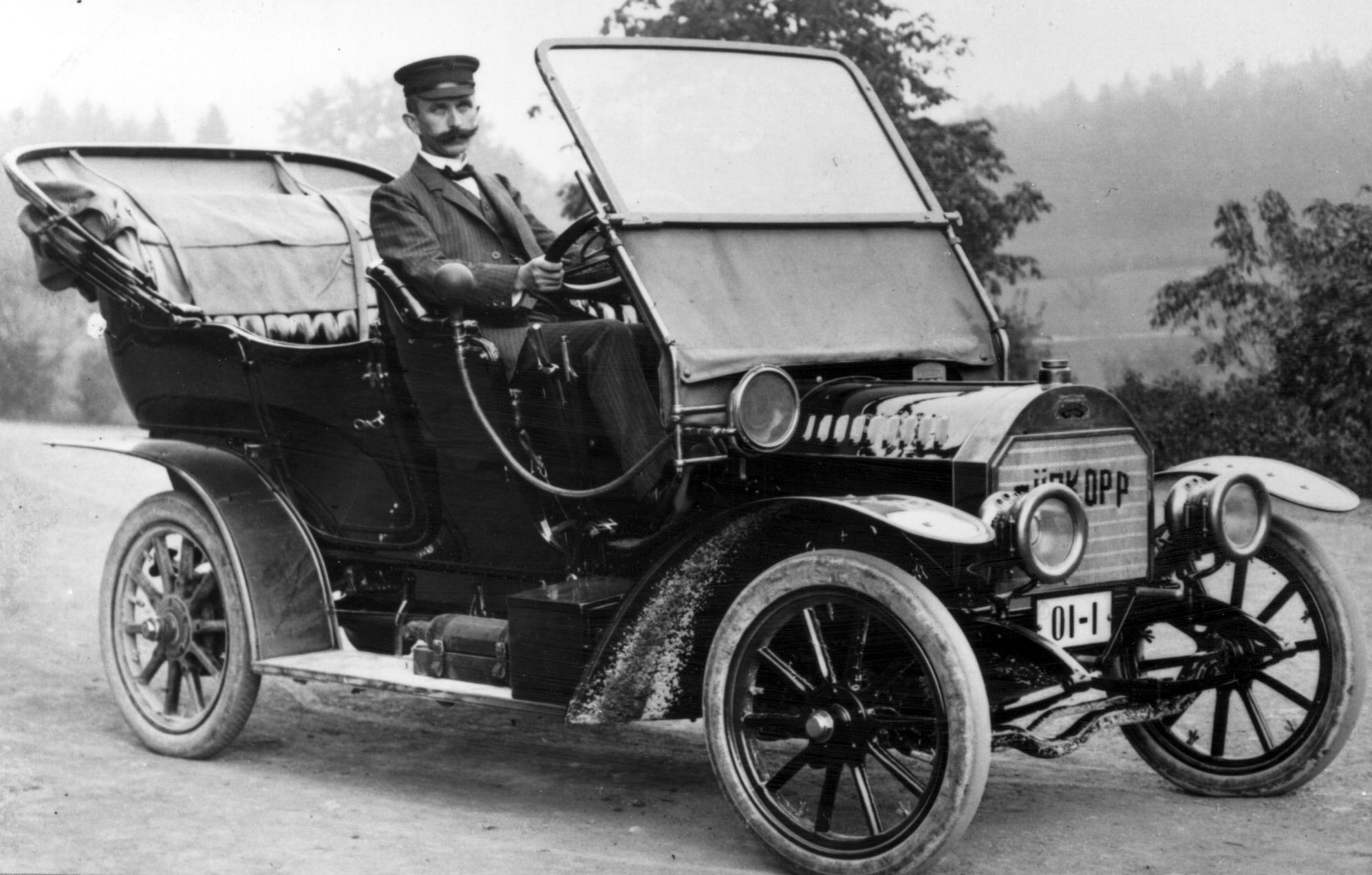
Dürkopp „Doppel-Phaeteon mit amerikanischem Verdeck“, 1902

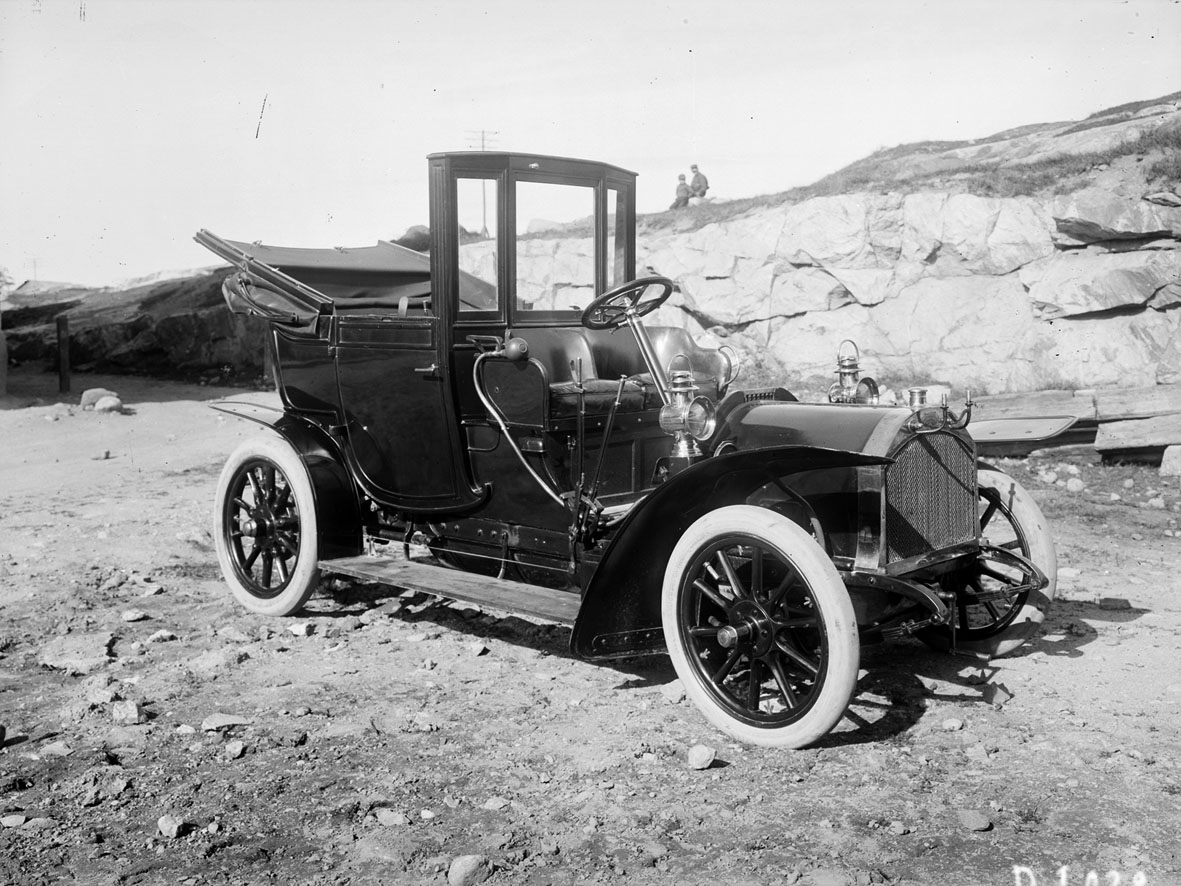
Ein Karmann-Dürkopp ausgeliefert in Schweden von Gustav Ericssons Automobilfabrik.

Wilhelm Karmann senior übernahm zum 1. August 1901 den Wagenbaubetrieb von Christian Klages am Kamp in der Osnabrücker Innenstadt und begann mit insgesamt zehn Mitarbeitern seine Selbstständigkeit. Wie zu Beginn des 20. Jahrhunderts noch üblich, lagen die Prioritäten zunächst im Kutschenbau, doch bereits 1902 lieferte er seine ersten Karosserien an die Dürkopp-Werke in Bielefeld. Weitere Einzelaufträge von Privatkunden und den Automobilfabrikanten Adler, DKW, Opel und Minerva folgten. Für die Karosserievariante des 1902er „Doppel-Phaeteon“ wurde 1908 als Hardtop der nachrüstbare „Coupé-Aufsatz“ für den „Dürkopp-Motorwagen“ angeboten. 1911 zogen die Karmann-Werke an die Martinistraße im Stadtteil Wüste um. 1913 meldete Wilhelm Karmann das erste Patent an: eine Mechanik für Klappverdecke. 1921 erhielt Karmann von der Aktiengesellschaft für Automobilbau in Berlin seinen ersten Großauftrag.
1924 reiste Karmann sen. in die USA unter anderem zur damals größten Karosseriefabrik der Welt, der Fisher Body Company, um die dortigen Fertigungsmethoden zu studieren und für seine Fahrzeugfertigung umzusetzen. Nach Rückkehr aus den USA gab er die Holzbauweise der Karosserien auf und stellte auf Gemischtbauweise um, das heißt die Karosserien bestanden aus einem hölzernen Gerippe mit darauf genagelten Blechschalen. Karmann sen. erkannte die Bedeutung der Entwicklung und Herstellung von Presswerkzeugen für die serienmäßige Automobilproduktion. Seit 1926 arbeitete er mit den Adlerwerken in Frankfurt am Main zusammen und wurde zum Pionier der Serienfertigung von Sonderfahrzeugen, insbesondere für Cabriolets und Coupés. In den 1930er Jahren begann die Produktion in den neuen Werkshallen im Fledder. 1940 musste Karmann diese Fertigung einstellen, produzierte während des Zweiten Weltkriegs Heeres-Kraftfahrzeug-Aufbauten und Teile für die Flugzeugindustrie.

### Aufstieg und Erfolgsjahre

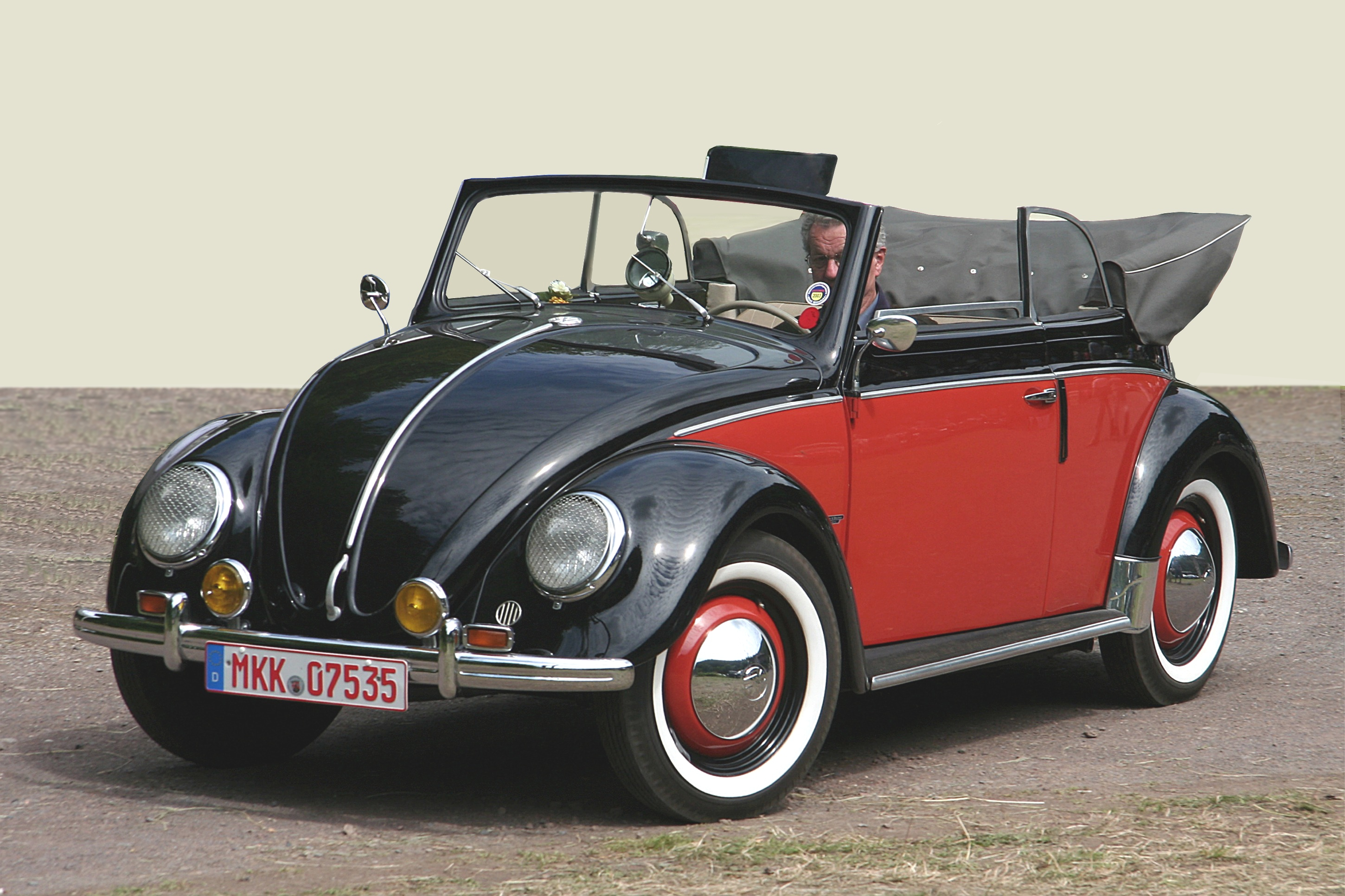
VW Typ 1 Cabriolet von 1950

Nach dem Zweiten Weltkrieg und dem Wiederaufbau des im Krieg zerstörten Werks arbeitete Karmann hauptsächlich als Auftragsfertiger und Entwickler für das Volkswagenwerk. Schon 1935/36 hatte Ferdinand Porsche den Unternehmensgründer Karmann sen. gebeten, die Möglichkeiten zur Entwicklung eines Prototyps für ein Volkswagen-Cabriolet zu untersuchen. Die Kriegswirren verhinderten, dass die Idee vorangetrieben wurde und die Zusammenarbeit mit Volkswagen begann. Am 1. August 1949 unterzeichnete Karmann sen. einen Auftrag von Volkswagen „auf 1000 Stück viersitziges, vierfenstriges Kabriolet Typ 15“. Aus diesen „1000 Stück“ wurden im Verlauf der nächsten 50 Jahre insgesamt 2.548.765 Fahrzeuge für den Auftraggeber Volkswagen. Der Firmengründer Karmann sen. starb im September 1952. Die Unternehmensführung ging auf seinen Sohn Wilhelm Karmann jun. über. 1957 wurde die Textilweberei Julius Heywinkel in Osnabrück übernommen, deren größter Abnehmer von Stoffen für Sitze und Cabriodächer Karmann vorher schon gewesen war.

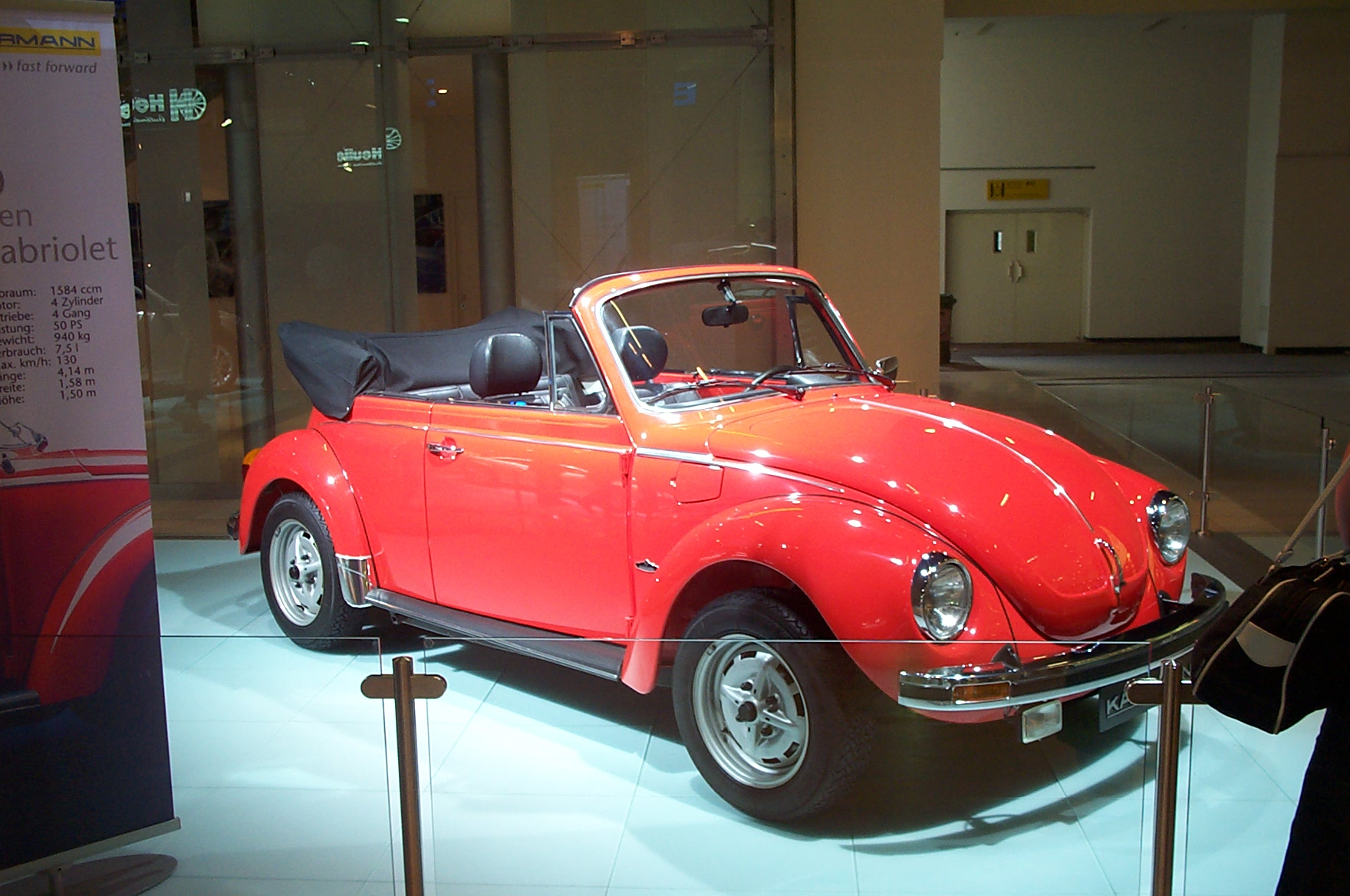
Letztes VW-1303-Cabriolet

Neben den drei VW-Karmann-Ghia-Modellen (Typ 14/Coupé und Cabriolet und Typ 34 Coupé) baute Karmann sämtliche Cabriolets (außer Hebmüller-Käfer) für Volkswagen. Hauptsächlich waren es die offenen Modelle des Käfers (bis 1980) bzw. Golfs (ab 1979). Zusätzlich waren der Scirocco I (1974–1981), sein Nachfolger (1981–1992) sowie von 1988 bis 1995 der VW Corrado im Fertigungsprogramm. Karmann expandierte und baute in den 1960er Jahren weitere Fahrzeugwerke in São Bernardo do Campo (Brasilien) und Rheine auf. In den Jahren ab 1965 wurden Fahrzeuge und Karosserien vom BMW Coupé 2000 C/CS mit Vierzylindermotor, später auch die Karosserien der größeren BMW-E9-Coupés mit Sechszylindermotor (2.5 CS, 2.8 CS, 3.0 CS/CSi) im westfälischen Werk Rheine hergestellt. „Hochzeit“ (Einbau des Motors in die Karosserie) und Endmontage war im Werk München.
In den späten 1970er- und den 1980er-Jahren fertigte Karmann den Rohbau des Coupés der 6er-Reihe von BMW und die Cabriomodelle des Ford Escort. Ab Anfang der 1990er Jahre wurden das Mercedes-Benz CLK Cabriolet (A 208 und A 209), der Ford Escort RS Cosworth, der KIA Sportage und ab 1997 das Audi Cabriolet (Typ 89) und das Audi A4-Cabriolet (ab 2002) sowie das Chrysler Crossfire Coupé (2003) und der Roadster (2004) montiert. Hinzuzurechnen sind die Auslauffertigungen des VW Golf II (1992/93) und des Golf III Variant (1997/99).

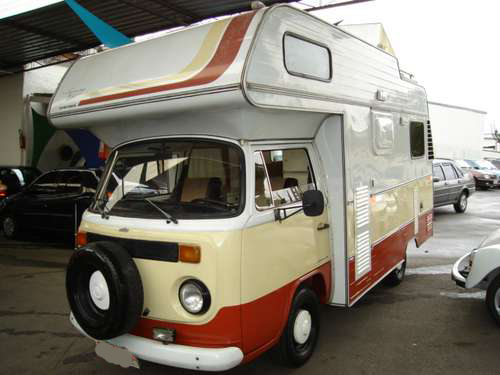
Karmann-Mobil auf VW T2

Außerdem wurden ab dem Jahr 1977 Reisemobile und später auch Wohnwagen unter dem Namen Karmann-Mobil hergestellt. Die Idee für sein erstes Reisemobil bekam Karmann jun. auf einer Reise in Südafrika. Die ersten Fahrzeuge wurden auf der Basis eines Volkswagen T2 gebaut, gefolgt vom T3 und LT sowie dem Mercedes-Benz T 1. Parallel wurden die Wohnwagenmodelle Postillion 4500 und 5000 entwickelt und im Jahr 1982 auf den Markt gebracht. Es etablierten sich vor allem die Reisemobile, die Wohnwagenproduktion wurde nach einigen Jahren wieder eingestellt. Es folgten weitere Modelle wie Gipsy, Davis und Distance. Im Jahr 2000 wurde das Unternehmen Karmann-Mobil an den Reisemobilspezialisten Eura Mobil verkauft, der die Marke Karmann für Wohnmobile weiterführt.
Im Oktober 1998 starb der langjährige Unternehmensleiter Wilhelm Karmann junior. Er hatte bereits 1990 die Geschäftsführung abgetreten, brachte sich jedoch bis zu seinem Tod als Mitglied des Aufsichtsrates und der Gesellschafterversammlung in das Unternehmen ein. Die Tochterfirma Julius Heywinkel GmbH in der Gesmolder Straße wurde im Jahr 2000 in eine neue Produktionsstätte in Bramsche-Engter ausgelagert. Außerdem sicherte sich Karmann einen 60-prozentigen Anteil der Automobilteststrecke Papenburg.

### Auftragsfertiger in der Krise
Mitte der 2000er Jahre zeigten sich Probleme für die europäischen Auftragsfertiger von Nischenfahrzeugen. Die Beschäftigungssicherungsverträge der großen Hersteller mit den Gewerkschaften einerseits und die technischen Fortschritte im Fahrzeugbau führten dazu, dass der Bau auch von Nischenfahrzeugen nicht mehr ausgelagert wurde. Die Hersteller bauten diese Modelle selbst innerhalb ihres Produktionsverbundes. Zusätzliche Liquidität wurde benötigt, um die sich abzeichnende Krise bewältigen zu können. Nicht zum Kerngeschäft gehörende Geschäftsfelder wurden verkauft. Diesem Trend musste auch Karmann folgen.
Im Jahr 2007 veräußerte Karmann die Tochtergesellschaft Heywinkel an den Finanzinvestor Nord Holding Unternehmensbeteiligungsgesellschaft mbH aus Hannover. Weiterhin erfolgte zum 31. März 2008 der Verkauf der brasilianischen Tochtergesellschaft an die Grupo Brasil, einen bedeutenden brasilianischen Autozulieferer. Damit beendete Karmann nach fast 48 Jahren sein Engagement in Brasilien. Wie an den deutschen Standorten in Osnabrück und Rheine waren nahe São Paulo seit den 1960er Jahren komplette Fahrzeuge gefertigt worden, zuletzt der Land Rover Defender aus angelieferten Teilesätzen.

### Der Weg in die Insolvenz

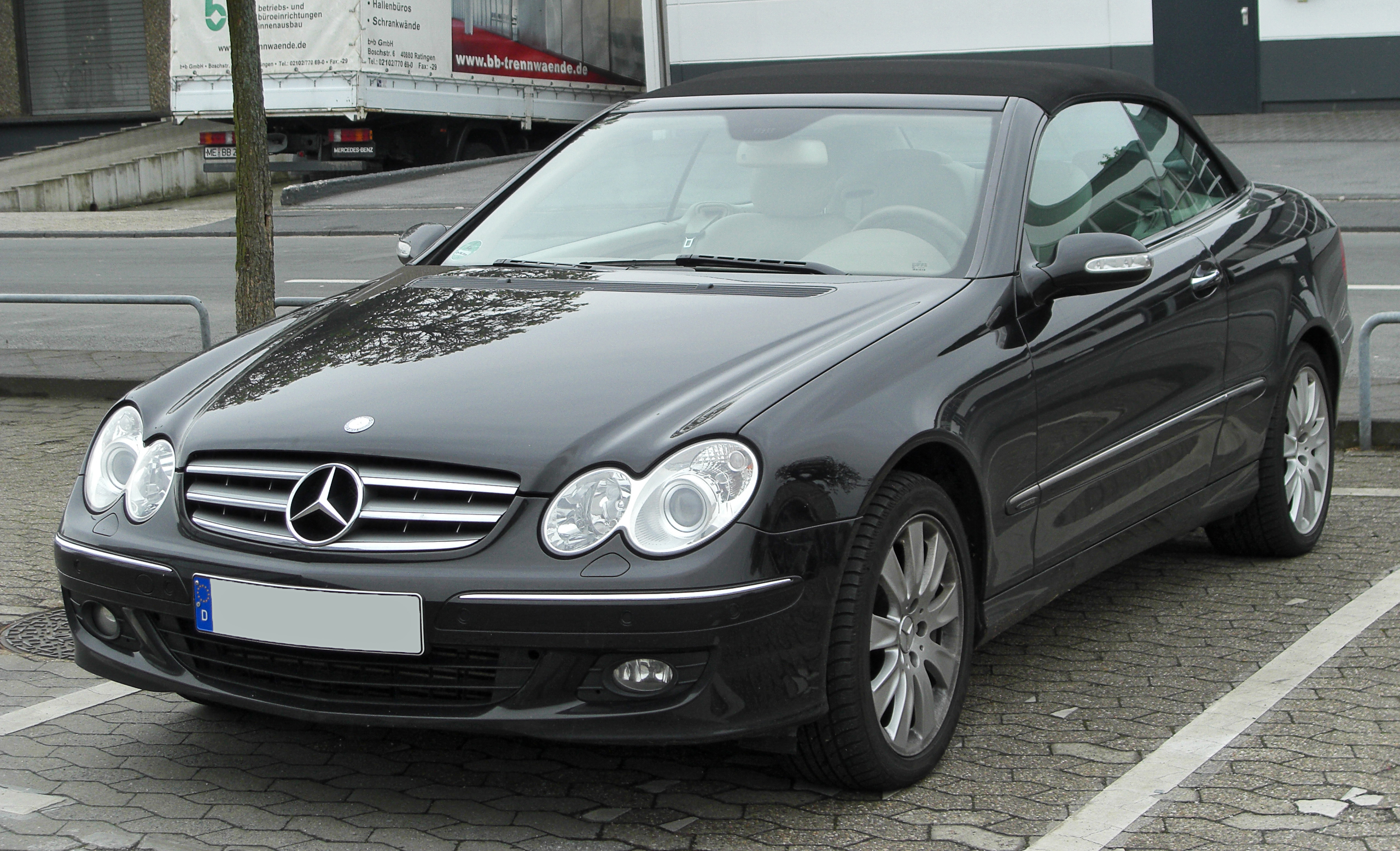
Letztes Auto von Karmann: ein schwarzes CLK-Cabrio wie dieses

Da Audi die Produktion des neuen und vom A5 abgeleiteten Cabrios und auch Mercedes-Benz die Produktion des neuen CLK-Cabrios aufgrund der Beschäftigungssicherungsverträge wieder in die eigene Fertigung nehmen wollten, suchte Karmann seit Mitte der 2000er Jahre erfolglos nach Anschlussaufträgen für die Fahrzeugwerke in Osnabrück und Rheine.
Noch bevor die Fahrzeugproduktion eingestellt wurde, meldete Karmann am 8. April 2009 die vorläufige Insolvenz an. Davon waren auch die mit der Wilhelm Karmann GmbH verbundenen inländischen Tochterunternehmen in Rheine (Kreis Steinfurt) und Bissendorf (Landkreis Osnabrück) betroffen. Als Insolvenzverwalter wurde Ottmar Hermann bestellt, der parallel zum vorläufigen Insolvenzverwalter von Woolworth bestellt worden war und bereits den Baukonzern Philipp Holzmann abgewickelt hatte. Als letztes Fahrzeug rollte am 23. Juni 2009 um 11:35 Uhr ein schwarzes Mercedes-Benz CLK-Cabriolet vom Band.

### Die Auflösung der Karmanngruppe (2009 bis 2011)

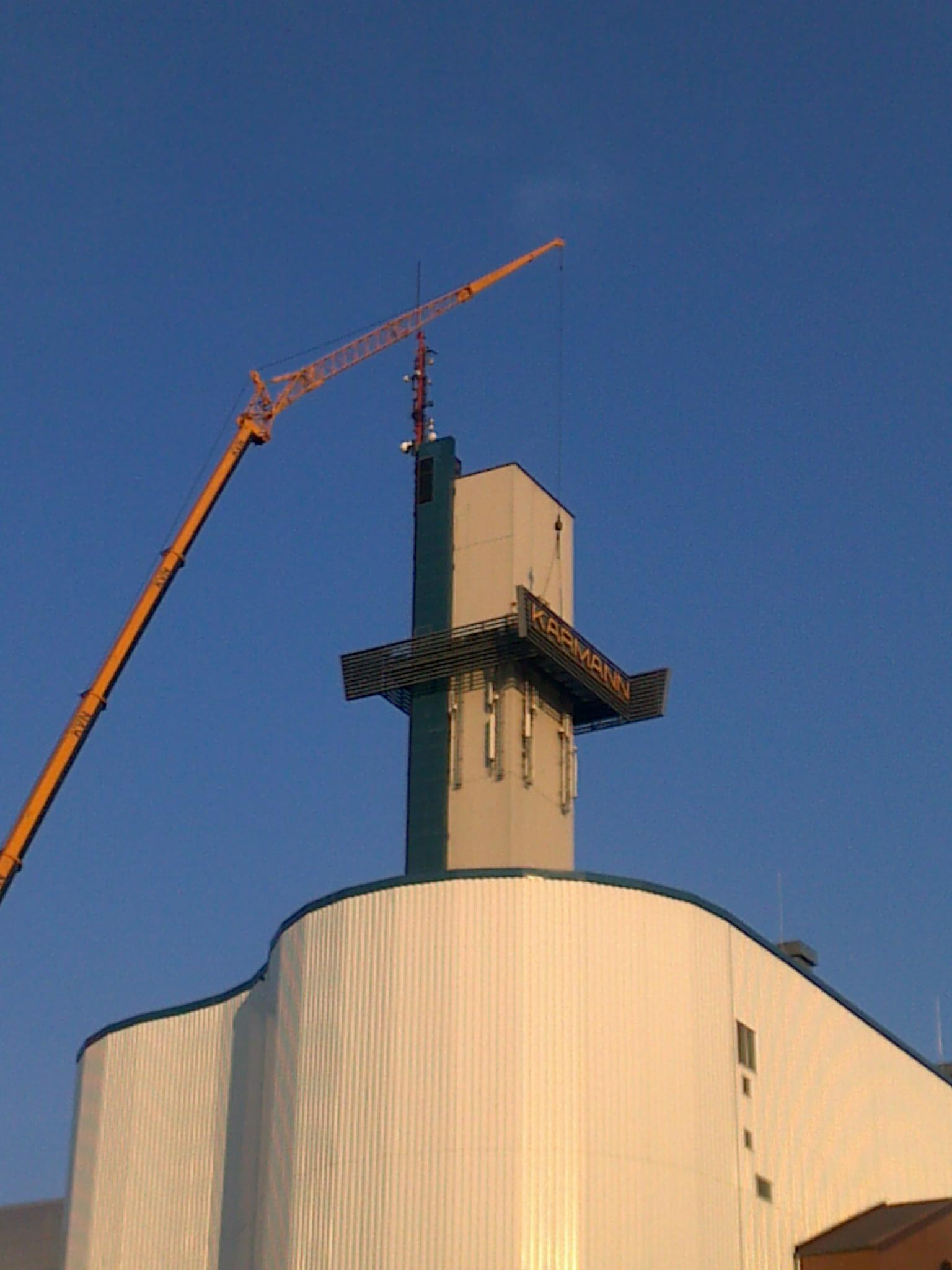
Abbau des „Karmann“-Logos im Juli 2010

Sechs Monate nach Eröffnung der vorläufigen Insolvenz konnte der Insolvenzverwalter erste Erfolge bei der Restrukturierung der insolventen Karmanngruppe verzeichnen. Am 20. November 2009 teilte Volkswagen mit, Teile von Karmann übernehmen zu wollen. Aus der Karmann-Insolvenzmasse übernahm Volkswagen die Grundstücke mit den Fabrikgebäuden sowie Maschinen und Anlagen. Diese wurden in die neue Gesellschaft Volkswagen Osnabrück GmbH eingebracht, die eine Tochtergesellschaft der Volkswagen AG ist.
Die Karmann Engineering Services (KES) mit rund 70 Mitarbeitern wurde zum 1. Januar 2010 an Ferchau Engineering verkauft. Die Firma trägt nun den Namen CES Engineering GmbH. Die Standorte Bissendorf, Wolfsburg, Sindelfingen, Ingolstadt und München sollten erhalten bleiben. Mit Wirkung zum 25. Februar 2010 wurde der japanische Produktionsstandort der Karmann Japan Co. Ltd. von dem Wettbewerber Magna International erworben. Somit fertigte Magna Steyr Dachsysteme (Verdecke) für den Nissan 370Z-Roadster und das Infiniti G-Cabrio.
Anfang August 2010 wurden die Karmann-Standorte in den USA und Mexiko für ca. 60 Millionen US-Dollar an den Autozulieferer Webasto veräußert. Mit Übernahme dieser beiden Produktionsstätten erweiterte Webasto sein Produktportfolio um die Cabrio-Dachsysteme für den Ford Mustang V sowie die Auslaufmodelle Chrysler Sebring JS und VW New Beetle.
Der Bereich „Karmann Dachsysteme“ mit den verbliebenen Fertigungsstätten in Osnabrück und Żary (Polen) wurde Ende 2010 von dem finnischen Autozulieferer Valmet Automotive, einer Tochtergesellschaft des finnischen Großunternehmens Metso, übernommen.
Zum 1. März 2011 gab Volkswagen bekannt, die Metallgruppe der Karmann GmbH zu übernehmen, die für die Produktion von Presswerkzeugen verantwortlich ist. Der polnische Standort der Metallgruppe mit etwa 34 Mitarbeitern wurde an die auf Automatisierungstechnik spezialisierte IWM Automation GmbH (Porta Westfalica) verkauft. Ebenfalls im März 2011 lief bei der Volkswagen Osnabrück GmbH die Automobilproduktion mit dem Golf VI Cabriolet an. Die Gesellschaft umfasst heute mit Ausnahme der Dachsysteme alle ehemaligen Karmann-Sparten von den Produktionssystemen (Metallgruppe) über Presswerk, Karosseriebau, Lackiererei, Montage bis hin zur Technischen Entwicklung.
Im Juni 2011 kaufte die Daimler-Tochter MBtech Group den 60-prozentigen Anteil der Karmann GmbH an der Automotive Testing Papenburg (ATP GmbH) und wurde damit zur alleinigen Eigentümerin. Im gleichen Monat gab VW die Übernahme der kompletten, 137 Deponate umfassenden Automobilsammlung Karmanns bekannt. Sie umfasst die Historie des Autobauers und Karmann-Fabrikate wie auch Prototypen und Konzeptfahrzeuge, die nicht in Serie gegangen waren. Zuvor hatte Volkswagen nur die Übernahme von 64 Fahrzeugen geplant, die Karmann im Auftrag von VW entwickelt hatte.
So konnte die Sammlung vor der Zerschlagung gerettet und vollständig erhalten werden. Die Automobilsammlung Volkswagen Osnabrück ist der Öffentlichkeit bei Veranstaltungen und im Rahmen von Werksführungen zugänglich.

## Fahrzeuge

### VW Karmann-Ghia

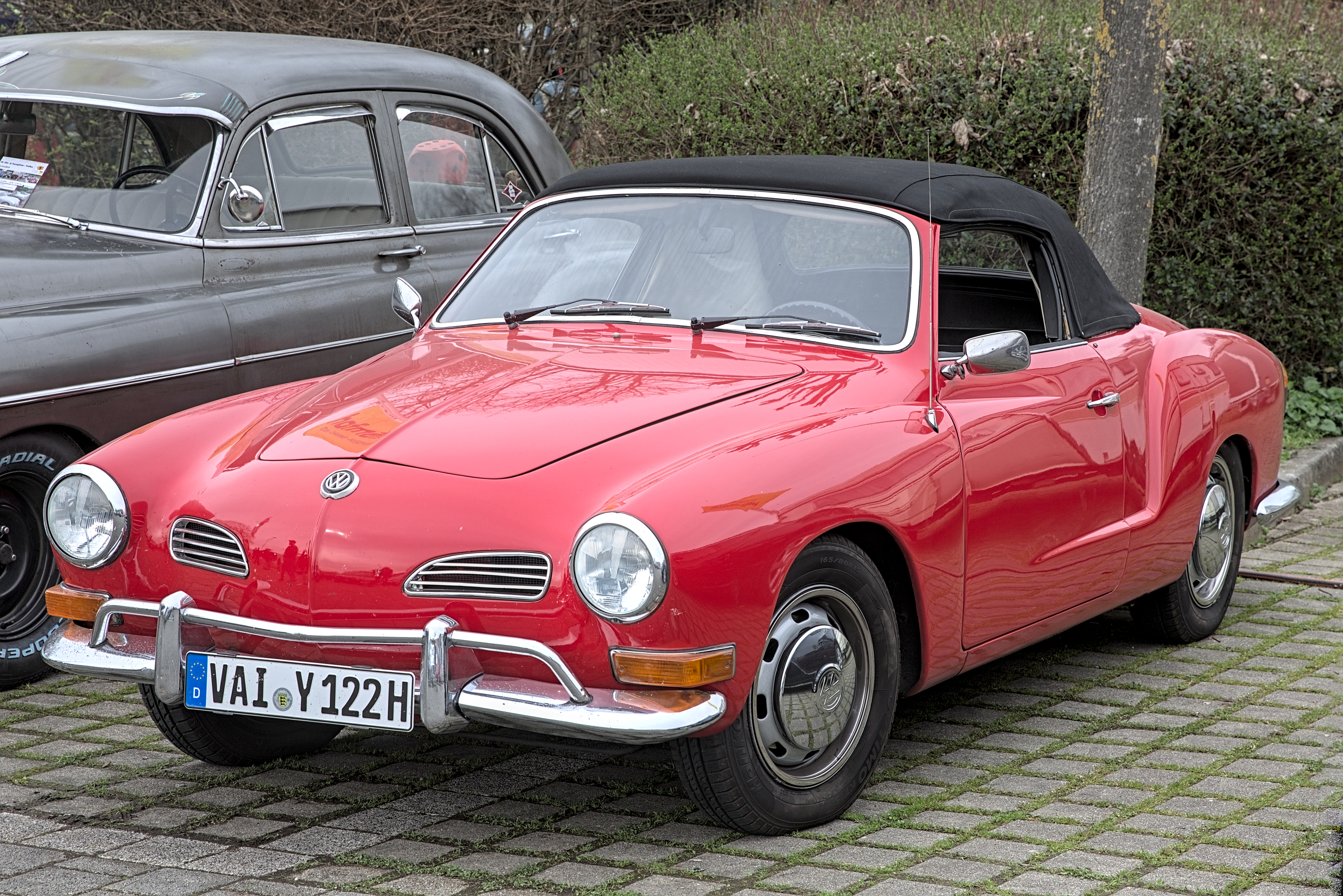
Ghia Cabriolet

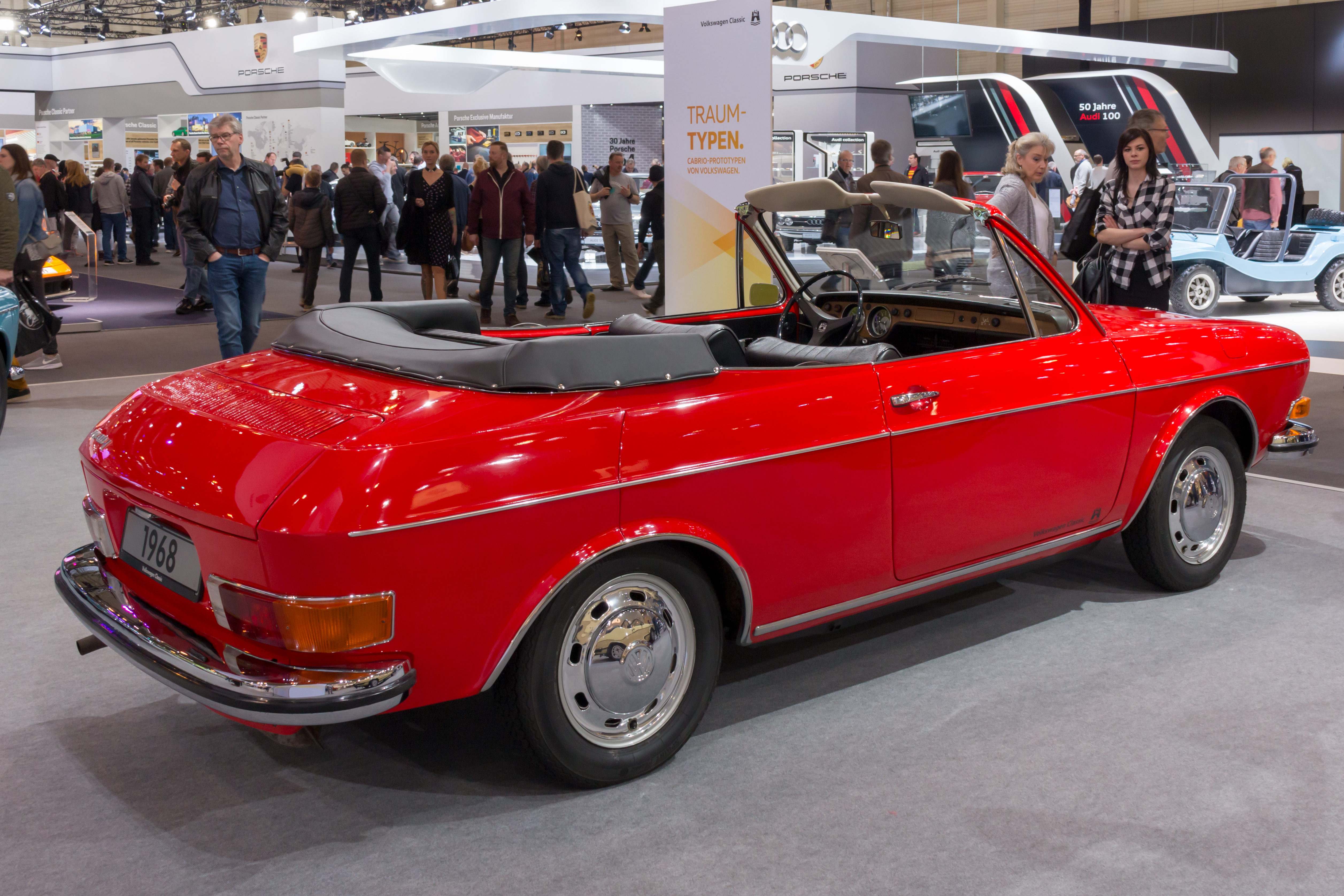
VW 411: Cabrio-Studie von Karmann

Der VW Karmann-Ghia Typ 14 ist das bekannteste Fahrzeugmodell von Karmann. Die Idee hatte Wilhelm Karmann jun. 1953, ein Jahr nach der Übernahme des väterlichen Karosseriebauunternehmens in Osnabrück. Karmann wollte einen sportlichen und offenen Zweisitzer auf der technischen Basis des VW Käfer herstellen. Auch Volkswagen war an einem sportlichen Roadster interessiert, der gerade von den in Europa stationierten amerikanischen Soldaten geliebt und mit in die USA genommen werden sollte.
Luigi Segre, der Chef von Carrozzeria Ghia in Turin, wurde anlässlich des Genfer Automobilsalons in den Plan einbezogen. Er erhielt aus Osnabrück ein Fahrgestell des Käfers und setzte eine selbst gestaltete Karosserie auf das Fahrgestell. Zur Verblüffung von Karmann jun. präsentierte ihm Luigi Segre dann auf dem Pariser Salon nicht einen Roadster, sondern ein Coupé. VW-Chef Heinrich Nordhoff gefiel das Coupé mit den fließenden Linien und den rundlichen Formen, und er stimmte dem Bau des Wagens  zu. Schon im ersten Produktionsjahr wurden statt der geplanten 3.000 Einheiten insgesamt 10.000 Coupés ausgeliefert.
Die weitere Arbeit an diesem wie auch an vielen anderen Fahrzeugen bei Karmann leistete Johannes Beeskow, der von 1956 bis 1976 die technische Entwicklung leitete. Der VW Karmann-Ghia wurde zum Verkaufserfolg mit über 360.000 Exemplaren, auch wenn die Leistungen des Wagens mit nur 30 PS (22 kW) und 115 km/h Spitzengeschwindigkeit nicht dem sportlichen Äußeren entsprachen. 1957 folgte das Karmann-Ghia Cabriolet und 1961 folgte der größere Typ 34, der Karmann-Ghia 1500, dessen Design ebenfalls von der Carrozzeria Ghia stammte.
In den bei Karmann produzierten Stückzahlen wurden die Karmann-Ghia Coupés und Cabrios später sowohl vom Golf Cabriolet als auch vom Scirocco leicht übertroffen; nur wenn man die ersten Karmann-Ghia-Typen über Coupé und Cabrio zusammenrechnet, war der Karmann-Ghia das erfolgreichste Fahrzeug von Karmann.

### Patentstreit und Fahrzeugentwicklung
1991 stellte Karmann den Prototyp des Karmann Idea vor, der den Erfolg des Karmann Ghia wiederholen sollte. Die neuartige Z-Faltung bei der Ablage des Verdecks verwendete Porsche auch beim Porsche Boxster. Karmann hatte die Patentverletzung viele Jahre hingenommen. Erst als Porsche das Karmann-Patent infrage stellte, gab Karmann ein Gutachten in Auftrag, dessen Ergebnisse Porsche nicht akzeptierte. Den folgenden Rechtsstreit verlor Porsche und musste eine Entschädigung zahlen.
Neben der Entwicklung des Audi-A3-Cabriolets war Karmann an der Entwicklung des Mercedes Vaneo sowie weiterer Nutzfahrzeugentwicklungen (MAN) beteiligt. Es folgten zahlreiche weitere Entwicklungsaufträge deutscher Hersteller.

### Fahrzeugmodelle und Designstudien

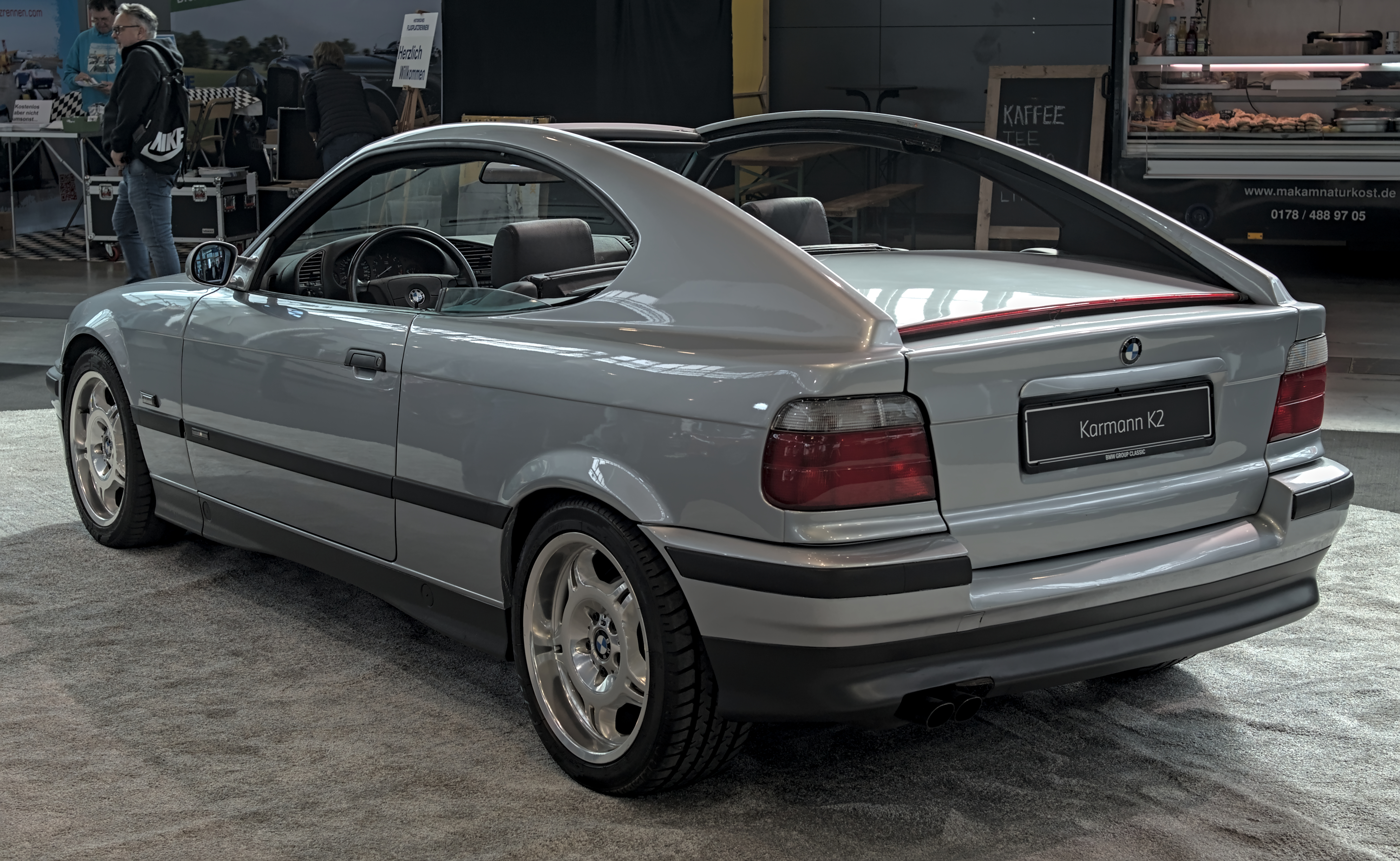
Studie eines 3er Compact mit Klappdach (2000)

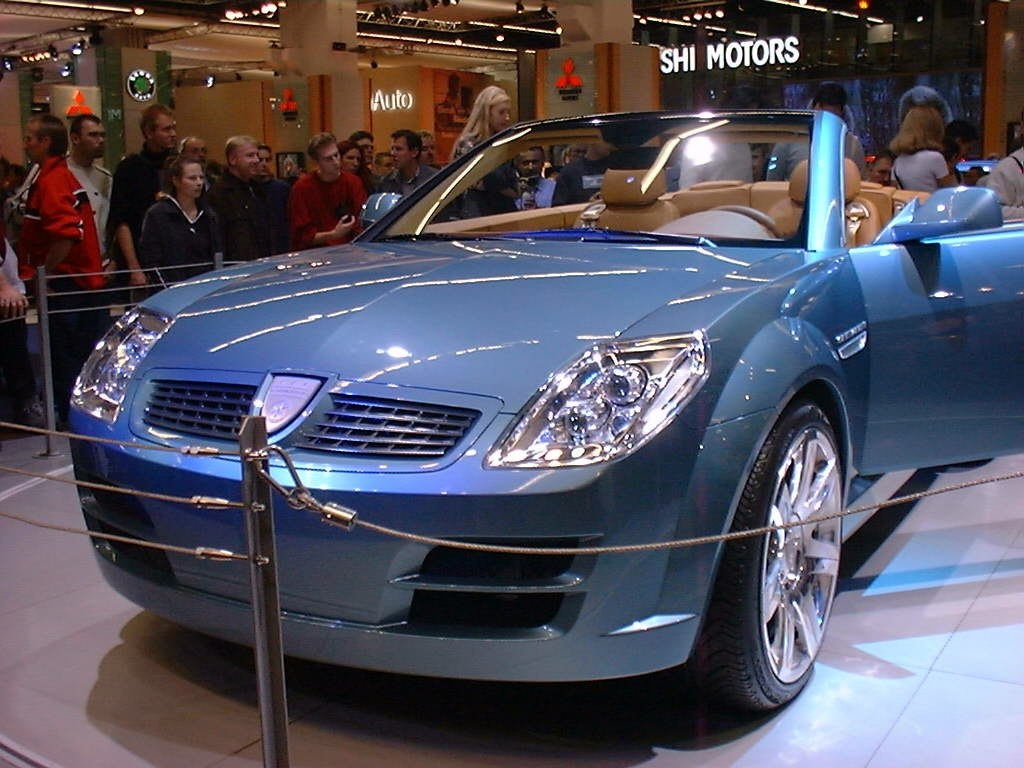
Karmann Transformer Concept (IAA 2001)

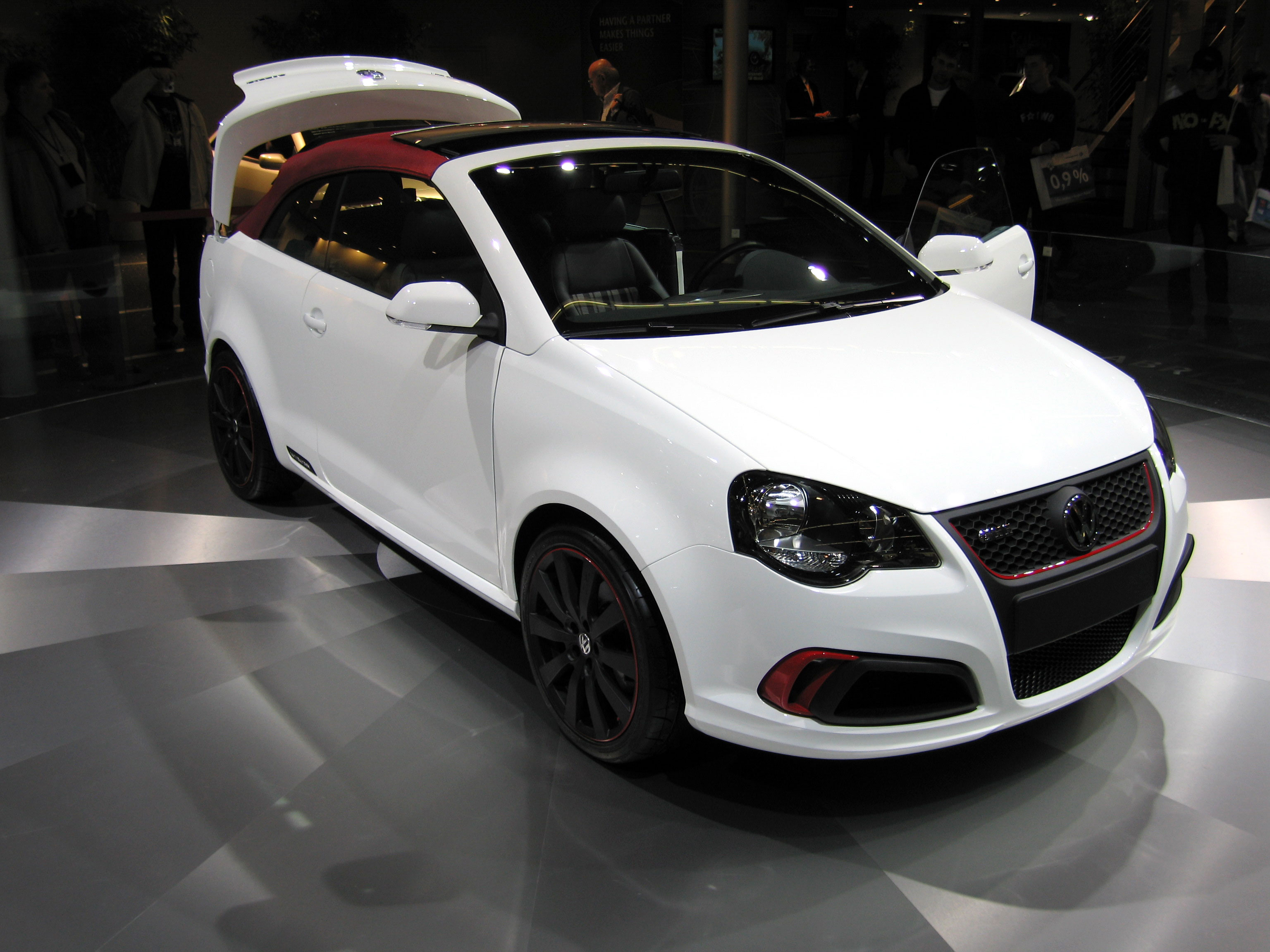
Studie eines Polo GTI Cabrios (2007)

Für folgende Fahrzeughersteller wurden bei Karmann Fahrzeuge oder Karosserien produziert.
- Adlerwerke
- AMC
- Audi
- BMW viele Coupévarianten, zum Beispiel der 6er E24
- Chrysler
- Daimler AG
- Daimler-Benz
- DaimlerChrysler
- DKW, DKW F 91- und DKW F 93-3=6-Kabriolett
- Ford
- Jaguar XJS ab 1989
- Kia Motors
- Land Rover
- Porsche
- Renault
- Volkswagen

Außerdem überraschte Karmann auf den internationalen Automobilausstellungen immer wieder mit Designstudien, wie 1997 mit der Geländewagen-Studie Karmann Open View, 1999 mit dem Karmann Coupé oder 2001 mit dem Karmann Transformer. Ein besonderes Fahrzeug präsentierte Karmann auf der IAA in Frankfurt 2005. Es war ein Geländewagen mit Cabriodach und gegenläufig zu öffnenden Türen. Damit wurde ein neues Marktsegment begründet, das der Sports Utility Cabrio. Seit 2020 läuft beim Nachfolgeunternehmen Volkswagen Osnabrück ein solcher Aufbautyp vom Band, das VW T-Roc Cabrio.
Als Partner bei Entwicklung, Design und Produktion beteiligte sich die Wilhelm Karmann GmbH auch am Marktauftritt des Sportwagen-Herstellers Spyker Cars: In einer Kleinserie wurde seit Herbst 2006 der Supersportwagen Spyker C8 Spyder gefertigt. Innerhalb von drei Jahren sollten 350 Exemplare des Zweisitzers produziert werden.

### Elektroauto Karmann E3

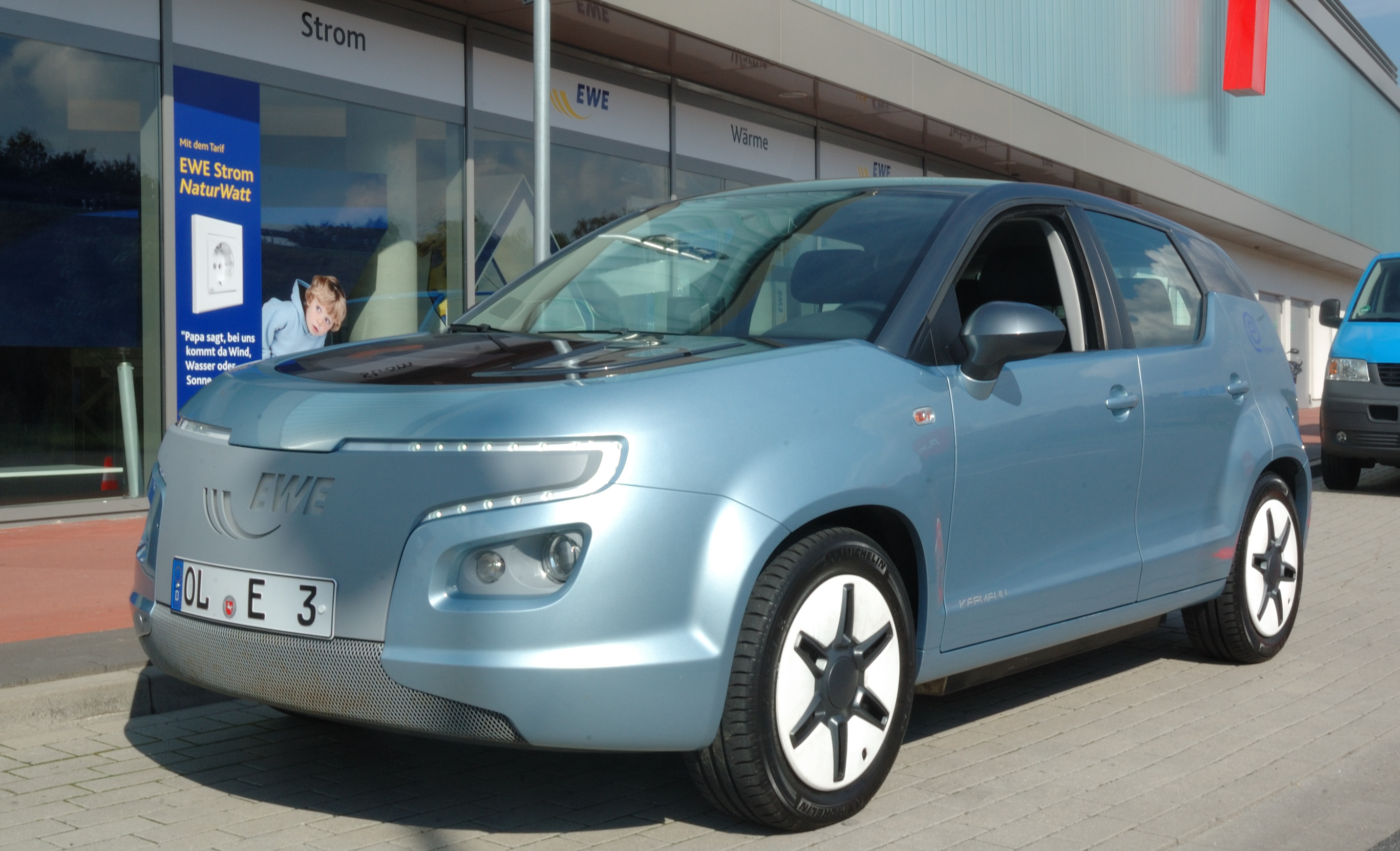
Karmann/EWE E3

Im November 2009 stellte die Karmann E-Mobil GmbH zusammen mit dem Oldenburger Energieversorger EWE das Elektroauto-Konzept Karmann E3 vor. Der auf dem VW Polo IV basierende Wagen hatte einen 31 kWh-Akku im Unterboden und konnte aus diesem auch wieder Strom ans Netz abgeben (Bidirektionales Laden, V2G). E3 steht dabei für „einsparend, erneuerbar, effektiv“. Aus dem Projekt entstand als Karmann-Ausgründung die Firma E3/DC, die Photovoltaikanlagen mit Batteriespeichern als sog. Hauskraftwerke herstellt.

## Produktion

### Gesamtproduktion
Insgesamt produzierte Karmann in seiner Firmengeschichte über vier Millionen Fahrzeuge der nachstehenden Modelle.
| Modell                                    | Baujahr von | Baujahr bis | produzierte Einheiten | Anmerkungen                                                                                         |
| ----------------------------------------- | ----------- | ----------- | --------------------- | --------------------------------------------------------------------------------------------------- |
| AMC Javelin                               | 1969        | 1969        | 281                   | Montage, Lackierung, Ausstattung. Ausführungen mit 6- & V8 Zyl. Motoren. Total 13 mit Handschaltung |
| Audi Cabriolet                            | 1997        | 2000        | 12112                 | |
| Audi A4 Cabrio                            | 2002        | 2009        | 187834                | |
| Bentley Continental GTC Cabriolet         | 2006        | 2010        |                       | Dachmodule                                                                                          |
| BMW 2000 C/CA/CS                          | 1965        | 1970        | 13700                 | 13.151 Rohkarosserien und 549 Komplettfahrzeuge                                                     |
| BMW 3,0 CS                                | 1971        | 1975        | 21147                 | |
| BMW 635 CSI                               | 1976        | 1989        | 86314                 | |
| BMW 1er Cabriolet                         | 2008        | 2010        |                       | Dachmodule                                                                                          |
| BMW 6er Cabriolet                         | 2010        | 2010        |                       | Dachmodule                                                                                          |
| Chrysler Crossfire Coupé                  | 2003        | 2007        | 45506                 | |
| Chrysler Crossfire Cabrio                 | 2003        | 2007        | 30539                 | |
| DKW Meisterklasse Cabrio                  | 1950        | 1952        | 5010                  | |
| DKW F 91 Luxuscabriolet                   | 1953        | 1955        | 625                   | |
| Ford Eifel                                |             | 1939        | ca. 800               | Als „Roadster“ bezeichnet                                                                           |
| Ford Taunus 12M / 15M                     | 1952        | 1955        | 12235                 | |
| Ford Escort RS Cosworth                   | 1992        | 1996        | 8082                  | |
| Ford Escort FEC Cabrio                    | 1983        | 1990        | 104237                | |
| Ford Escort Cabrio                        | 1990        | 1997        | 80620                 | |
| Ford Sierra XR4i                          | 1983        | 1985        | 25662                 | |
| Karmann GF Buggy                          | 1971        | 1974        |                       | |
| VW Karmann-Ghia Typ 14                    | 1955        | 1974        | 362601                | |
| VW Karmann-Ghia Typ 14 Cabriolet          | 1957        | 1974        | 80881                 | |
| VW Karmann-Ghia Typ 34                    | 1961        | 1969        | 42505                 | |
| Kia Sportage Geländewagen                 | 1995        | 1998        | 25984                 | |
| Land Rover Defender                       | 1998        | 2005        | ca. 8000              | (in Brasilien)                                                                                      |
| Mercedes-Benz CLK (A 208) Cabrio          | 1998        | 2003        | 115264                | |
| Mercedes-Benz CLK (C 208) Coupé           | 2000        | 2002        | 28706                 | |
| Mercedes-Benz CLK (A 209) Cabrio          | 2003        | 2009        | 110312                | |
| Mercedes-Benz E A 207 Cabrio              | 2009        | 2010        |                       | Dachmodule                                                                                          |
| Merkur XR4Ti                              | 1984        | 1989        | 4642                  | US-Version des Ford Sierra XR4i                                                                     |
| Mini Cabriolet                            | 2008        | 2010        |                       | Dachmodule                                                                                          |
| Opel Diplomat A Coupé                     | 1965        | 1967        | 347                   | |
| Porsche 914                               | 1969        | 1976        | 118949                | |
| Porsche 968                               | 1991        | 1994        | 11803                 | |
| Renault 19 Cabrio                         | 1990        | 1996        | 29222                 | Rohkarosserien und Verdecksysteme                                                                   |
| Renault Mégane I Cabrio                   | 1996        | 2003        | 74096                 | komplette Rohkarosserien und Verdecke                                                               |
| Renault Mégane II CC Cabrio               | 2004        | 2009        |                       | |
| Renault Mégane III CC Cabrio              | 2010        |             |                       | Dachmodule                                                                                          |
| Triumph TR6                               | 1969        | 1976        |                       | |
| VW Corrado                                | 1988        | 1995        | 97521                 | |
| VW Golf Cabrio MK I                       | 1979        | 1993        | 388522                | |
| VW Golf Cabrio Mk III                     | 1993        | 1998        | 129475                | |
| VW Golf Cabrio Mk IV (Basis Golf III)     | 1998        | 2001        | 82588                 | |
| VW Golf Variant MK III                    | 1997        | 1999        | 80928                 | |
| VW Käfer Cabrio                           | 1949        | 1980        | 331847                | |
| VW Scirocco I                             | 1974        | 1980        | 504153                | |
| VW Scirocco II                            | 1980        | 1992        | 291497                | |
| VW-Bus mit Karmann Gipsy Wohnmobil-Aufbau | 1980        | 1992        | 891                   | |
| VW LT mit Karmann Wohnmobil-Aufbau        |             |             |                       | |

### Werkzeugbau
Ferner war Karmann ein Hersteller von Werkzeugen für Tiefziehpressen (Sparte Karmann Werkzeug- und Produktionsmittelbau). Auch dieser Bereich wurde 2011 von Volkswagen übernommen.

## Dokumentationen
- Joop Wösten: Kult Karosse Karmann, Serie: Unsere Geschichte – Made in Norddeutschland, NDR 2017, 45 Min.
- Claus Dieter Sottorf: Es geht ums Geld: Die stillen Grenzen kosten viel, NDR 1964, 27 Min.